# 種﨑敦美
種﨑 敦美（たねざき あつみ、9月27日 - ）は、日本の女性声優。東京俳優生活協同組合所属。大分県出身。
代表作は『SPY×FAMILY』（アーニャ・フォージャー）、『ドラゴンクエスト ダイの大冒険（2020年）』（ダイ）、『葬送のフリーレン』（フリーレン）、『魔法使いの嫁』（羽鳥チセ）、『響け！ユーフォニアム／リズと青い鳥』（鎧塚みぞれ）、『Vivy -Fluorite Eye's Song-』（ヴィヴィ／ディーバ）、『その着せ替え人形は恋をする』（乾紗寿叶）、『わんだふるぷりきゅあ!』（犬飼いろは／キュアフレンディ）。

## 略歴
声優を職業として認識したきっかけは『美少女戦士セーラームーン』である。同作品のテレビアニメ第45話「セーラー戦士死す!悲壮なる最終戦」を視聴したことから、その話の演技力に魅了されて声優になろうと決心する。その後、大分県から上京、高校を出てから養成所に入るため働いてためた資金で本格的に演技の勉強を始める。
2015年6月1日、トリトリオフィスを離れ、フリー期間を経て、同年10月1日、東京俳優生活協同組合に所属となった。
2020年、第14回声優アワードで助演女優賞を受賞。
2022年、「Yahoo!検索大賞2022」の声優部門で1位となった。『SPY×FAMILY』アーニャ・フォージャー役をはじめ、多くのキャラクターを演じたことで検索数が上昇したことや、ラジオ番組『星野源のオールナイトニッポン』へのゲスト出演などが話題となったことが理由としている。
2023年、第17回声優アワードにて、史上初となる主演声優賞と助演声優賞のダブル受賞を果たす。
同年10月2日、X（旧Twitter）で声優の宮崎遊と結婚したことを発表した。
2025年7月1日、体調不良のため一部活動を制限することが発表された。

## 人物
- 姉と弟がおり[16]、弟に対してはブラザーコンプレックスを持っている[6]。
- 趣味は邦画鑑賞[6]。
- 動物好き。象や猿を見るとテンションがあがる[17]。また、「せれぶ」という名前の猫を飼っている[18]。
- ファッションの面では、Tシャツにジーンズなどラフなスタイルを好んでいる[6]。
- 好きな食べ物は、お子様ランチのメニューといった子供が好む物が好きとしている[6]。
- 仲の良い声優には深田愛衣がいる[6]。
- 自身も声優を務める『アイドルマスター シンデレラガールズ』でのお気に入りのアイドルは龍崎薫や宮本フレデリカ。それぞれの担当声優の春瀬なつみと髙野麻美も好きである[19]。
- インタビューにて、運転免許は取得していないがドライブが好きと語っている[17]。
- 憧れの声優は、沢城みゆきと田中真弓。また子供の頃に同じ大分県出身の岩男潤子のコンサートへ行ったことがあり、彼女と話す機会に恵まれた際、「声優になりたいんです」と告げると「いつか共演できるといいね」と答えてもらっている[6]。のちに現場で岩男と会ったときに当時の話をしたところ、「嬉しい」と喜んでもらえたという[6]。

## 出演
太字はメインキャラクター。

### テレビアニメ
2012年
- あっちこっち（女子生徒）
- となりの怪物くん（夏目あさ子）

2013年
- おじゃる丸（2013年 - 、カワイコハル、あるみ、一万歩からくり、梅丸、乙女先生〈3代目〉 、若い頃のマリー〈2代目〉、のぞみ〈2代目〉他）
- ドキドキ!プリキュア（女子生徒、部員）
- D.C.III 〜ダ・カーポIII〜（ジル・ハサウェイ）
- DD北斗の拳（2013年 - 2015年、主婦B、日焼け止めを塗る女、トヨ、ジバイセキニャン、アキ、ひでりん 他） - 2シリーズ
- 銀の匙 Silver Spoon（2013年 - 2014年、北町みなみ、アナウンス、女性B、副ぶちょー） - 2シリーズ
- 幻影ヲ駆ケル太陽（天道いつき、天道むつき、天道ななせ）
- 私がモテないのはどう考えてもお前らが悪い!（女子生徒）
- サムライフラメンコ（男の子、メイド、女子A）

2014年
- ノラガミ（2014年 - 2015年、神器、詢麻） - 2シリーズ
- 鬼灯の冷徹（2014年 - 2018年、芥子、獄卒、天照大御神、茄子母、宇迦御魂） - 3シリーズ
- 世界征服〜謀略のズヴィズダー〜（女子生徒、シャバダバー総帥）
- 残響のテロル（三島リサ）
- トライブクルクル（2014年 - 2015年、伊藤アユム、保育士A、アルバイト）
- まじっく快斗1412（2014年 - 2015年、桃井恵子）
- 大図書館の羊飼い（小太刀凪）
- 失われた未来を求めて（東八重子）
- オオカミ少女と黒王子（美保）

2015年
- デュラララ!!×2（2015年 - 2016年、エミリア、唯我独尊丸、アナウンサー） - 3シリーズ
- デス・パレード（有田マユ）
- 終わりのセラフ（花依小百合） - 2シリーズ
- GANGSTA.（メイド、ミハイル、アナウンサー、ルイス）
- 銀魂゜（女子A）
- モンスター娘のいる日常（リリス）
- すべてがFになる THE PERFECT INSIDER（西之園萌絵）
- 機動戦士ガンダム 鉄血のオルフェンズ（タービンズ女性）
- ご注文はうさぎですか??（先生）

2016年
- プリンス・オブ・ストライド オルタナティブ（新聞部）
- GATE 自衛隊 彼の地にて、斯く戦えり（テュワル）
- おしえて! ギャル子ちゃん（店員さん、女性1、ボム男母）
- なめこ〜せかいのともだち〜（ラブなめこ）
- ハイスクール・フリート（西崎芽依）
- 怪盗ジョーカー（ホッシー）
- DAYS（柄本のぞみ）
- SERVAMP-サーヴァンプ-（オトギリ）
- モブサイコ100（2016年 - 2022年、暗田トメ） - 3シリーズ
- ねじ巻き精霊戦記 天鏡のアルデラミン（ナズナ）
- ラブライブ!サンシャイン!!（女子）
- 響け!ユーフォニアム（2016年 - 2024年、鎧塚みぞれ） - 2シリーズ
- 競女!!!!!!!!（黒霧綾瀬）
- 6HP/シックスハートプリンセス（羽仁はるか / ピンクプリンセス）

2017年
- 亜人ちゃんは語りたい（井森敦美）
- 進撃の巨人 Season2（少女の母）
- ひなろじ〜from Luck & Logic〜（副学園長 / 天原梢）
- ノラと皇女と野良猫ハート（明日原ユウキ）
- セントールの悩み（御魂千草、御魂千奈美、御魂千穂）
- 地獄少女 宵伽（藍原唯）
- 夏目友人帳 陸（さち）
- はなかっぱ（2017年 - 、シスター）
- シルバニアファミリー ミニストーリー（2017年 - 2020年、ショコラウサギちゃん / フレアちゃん、ショコラウサギのふたごちゃん） - 4シリーズ
- 魔法使いの嫁（2017年 - 2023年、羽鳥チセ、イザベル） - 3シリーズ
- 宝石の国（ネプチュナイト）
- ブレンド・S（天野美雨） - 第4話サブタイトル文字も担当
- アイドルマスター シンデレラガールズ劇場（2017年 - 2019年、五十嵐響子） - 4シリーズ

2018年
- 学園ベビーシッターズ（狸塚数馬、熊塚弥生）
- からかい上手の高木さん（2018年 - 2019年、高木さんの母） - 2シリーズ
- ハクメイとミコチ（インテリア・ミュルトゥリカ店員）
- ソードアート・オンライン オルタナティブ ガンゲイル・オンライン（2018年 - 2024年、ローザ / 野口詩織） - 2シリーズ
- 信長の忍び（望月千代女）
- 鹿楓堂よついろ日和（犬飼琴）
- はるかなレシーブ（トーマス・紅愛）
- 異世界魔王と召喚少女の奴隷魔術（2018年 - 2021年、クルム） - 2シリーズ
- DOUBLE DECKER! ダグ&キリル（ユリ・フジシロ）
- 青春ブタ野郎シリーズ（2018年 - 2025年、双葉理央） - 2シリーズ

2019年
- W'z《ウィズ》（ハナ / 美原華）
- サークレット・プリンセス（藤村千景）
- えんどろ〜!（女戦士）
- 明治東亰恋伽（白雪）
- ドメスティックな彼女（葉大）
- フルーツバスケット（2019年 - 2021年、魚谷ありさ） - 3シリーズ
- 爆丸バトルプラネット（2019年 - 2020年、キャスター、ヴェロニカ・ヴェネガス、ブラッケン帝）
- この音とまれ!（鳳月さとわ） - 2シリーズ
- Fairy gone フェアリーゴーン（リリー・ハイネマン、スーナの子供） - 2シリーズ
- ぼくたちは勉強ができない（天田千代子） - 2シリーズ
- クレヨンしんちゃん（2019年 - 2024年、ユウコ、犬飼いろは / キュアフレンディ）
- グランベルム（新月エルネスタ深海）
- 胡蝶綺 〜若き信長〜（楓、尼僧）
- キャロル&チューズデイ（AIマネージャー）
- 神田川JET GIRLS（2019年 - 2020年、鶴野みなと）
- BEASTARS（2019年 - 2021年、ジュノ） - 2シリーズ
- 戦×恋（スクルド）

2020年
- ランウェイで笑って（森山久美）
- あひるの空（茂吉さゆり）
- pet（レンレン）
- シャドウバース（2020年 - 2024年、伊集院カイ） - 2シリーズ
- ハクション大魔王2020（赤ちゃん）
- GREAT PRETENDER（トム）
- とある科学の超電磁砲T（操歯涼子、ドッペルゲンガー）
- 炎炎ノ消防隊（2020年 - 2025年、黒の女） - 2シリーズ
- モンスター娘のお医者さん（スカディ・ドラーゲンフェルト）
- ドラゴンクエスト ダイの大冒険 (2020)（2020年 - 2022年、ダイ、ナレーション、人々）

2021年
- 約束のネバーランド（ムジカ）
- 転生したらスライムだった件（2021年 - 2024年、ミュウラン） - 3シリーズ
- Dr.STONE（2021年 - 2025年、花田仁姫） - 5シリーズ + 特別編
- ホリミヤ（吉川美紀）
- Vivy -Fluorite Eye's Song-（ヴィヴィ / ディーヴァ）
- 結城友奈は勇者である ちゅるっと!（加賀城雀）
- バトルアスリーテス大運動会 ReSTART!（ユシル）
- 擾乱 THE PRINCESS OF SNOW AND BLOOD（竹道凛子）
- 転生したらスライムだった件 転スラ日記（ミュウラン）
- 魔法科高校の優等生（十七夜栞）
- 結城友奈は勇者である -大満開の章-（加賀城雀）
- ビルディバイド -＃000000-（アイオラ）
- ブルーピリオド（神山史）

2022年
- 鬼滅の刃（2022年  - 2024年、雛鶴） - 2シリーズ
- CUE!（無量坂京子）
- ジョジョの奇妙な冒険 ストーンオーシャン（2022年  - 2023年、エンポリオ・アルニーニョ） - 3シリーズ
- プリンセスコネクト!Re:Dive Season 2（クロエ）
- 明日ちゃんのセーラー服（千嵐部長）
- その着せ替え人形は恋をする（2022年 - 2025年、乾紗寿叶） - 2シリーズ
- SPY×FAMILY（2022年 - 2023年、アーニャ・フォージャー） - 3シリーズ
- 真・一騎当千（山田朝右衛門）
- もっと!まじめにふまじめ かいけつゾロリ（ララ）
- シャインポスト（菊池英子）
- 神クズ☆アイドル（弥生）
- 夜は猫といっしょ（ピーちゃん）
- 勇者パーティーを追放されたビーストテイマー、最強種の猫耳少女と出会う（リーン）
- アークナイツ（2022年 - 2025年、ドーベルマン） - 2シリーズ
- 名探偵コナン（水口菜穂）

2023年
- トモちゃんは女の子!（小川千代美）
- 冰剣の魔術師が世界を統べる（リディア＝エインズワース、ステラ＝ホワイト）
- 僕のヒーローアカデミア（2023年 - 2024年、レディ・ナガン） - 2シリーズ
- NieR:Automata Ver1.1a（2023年 - 2024年、リリィ） - 2シリーズ
- ツルネ -つながりの一射-（小学生七緒）
- 神達に拾われた男2（カナン）
- 夜廻り猫（重郎、妻）
- 天国大魔境（青島）
- 僕の心のヤバイやつ（2023年 - 2024年、吉田芹那） - 2シリーズ
- ぼさにまる（蘭）
- 事情を知らない転校生がグイグイくる。（高田雪子）
- デッドマウント・デスプレイ（倉木リサ） - 2シリーズ
- 僕とロボコ（三船千鶴）
- アリス・ギア・アイギス Expansion（金潟すぐみ）
- 実は俺、最強でした?（シャルロッテ・ゼンフィス）
- ぼのぼの（メイ、キラ）
- 葬送のフリーレン（2023年 - 2024年、フリーレン）
- アンダーニンジャ（鈴木、7人衆2）
- 薬屋のひとりごと（2023年 - 2025年、玉葉妃） - 2シリーズ
- 東京リベンジャーズ（黒川イザナ〈少年・小学生〉）
- 婚約破棄された令嬢を拾った俺が、イケナイことを教え込む（ルゥ）

2024年
- わんだふるぷりきゅあ!（2024年 - 2025年、犬飼いろは / キュアフレンディ）
- 豚のレバーは加熱しろ（ひろぽん）
- 七つの大罪 黙示録の四騎士（イゾルデ） - 2シリーズ
- ただいま、おかえり（藤吉輝）
- Unnamed Memory（2024年 - 2025年、ティナーシャ） - 2シリーズ
- 怪異と乙女と神隠し（トモコ）
- 負けヒロインが多すぎる!（月之木古都）
- 義妹生活（藤波夏帆）

2025年
- グリザイア:ファントムトリガー（狗駒邑沙季）
- アサティール2 未来の昔ばなし（長男 イード）
- FARMAGIA（ルクロ）
- 魔神創造伝ワタル（天部カケル、ウズメ）
- ふしぎ駄菓子屋 銭天堂（小中由依）
- 戦隊レッド 異世界で冒険者になる（浅垣灯悟〈少年〉）
- チ。-地球の運動について-（アルベルト〈少年〉）
- ギャグマンガ日和GO（魔女）
- ある魔女が死ぬまで（謎の少女 / クロエ）
- サイレント・ウィッチ 沈黙の魔女の隠しごと（イザベル・ノートン）
- 9-nine- Ruler’s Crown（新海天）
- 出禁のモグラ（猫附杏子）
- ニャイト・オブ・ザ・リビングキャット（スオウ）
- 矢野くんの普通の日々（メイ）

### 劇場アニメ
2010年代
- PERSONA3 THE MOVIE #1-4（2013年 - 2016年、森山夏紀） - 3作品
- 劇場版 明治東亰恋伽 〜弦月の小夜曲〜（2015年、白雪）
- 劇場版 探偵オペラ ミルキィホームズ〜逆襲のミルキィホームズ〜（2016年、生徒B）
- 劇場版 響け!ユーフォニアムシリーズ（2016年 - 2023年、鎧塚みぞれ、吹奏楽部員） - 4作品
- ポッピンQ（2016年、友立小夏）
- 虐殺器官（2017年）
- 打ち上げ花火、下から見るか? 横から見るか?（2017年、レポーター）
- 劇場版 SERVAMP-サーヴァンプ- -Alice in the Garden-（2018年、オトギリ）
- 映画 妖怪ウォッチ FOREVER FRIENDS（2018年、下町シン）
- Hello WeGo!（2019年、明日サトル）
- 青春ブタ野郎シリーズ（2019年 - 2023年、双葉理央） - 3作品
- 空の青さを知る人よ（2019年、大滝千佳）

2020年代
- 劇場版 ハイスクール・フリート（2020年、西崎芽依）
- オメテオトル≠HERO（2020年、リリー） - 本来は池袋HUMAXシネマズでの上映予定だったが中止となり、公開はアニマックスでのテレビ放送のみ
- 機動戦士ガンダム 閃光のハサウェイ（2021年、メイス・フラゥワー）
- クレヨンしんちゃん もののけニンジャ珍風伝（2022年、火影）
- 機動戦士ガンダム ククルス・ドアンの島（2022年、イネス、アダ）
- 名探偵コナン 黒鉄の魚影（2023年、直美・アルジェント）
- 映画 プリキュアオールスターズF（2023年、プーカ / キュアプーカ）
- 鬼太郎誕生 ゲゲゲの謎（2023年、龍賀沙代）
- 劇場版 SPY×FAMILY CODE: White（2023年、アーニャ・フォージャー）
- デッドデッドデーモンズデデデデデストラクション（2024年、栗原キホ） - 前章
- 劇場版すとぷり はじまりの物語〜Strawberry School Festival!!!〜（2024年、生徒会副会長）
- わんだふるぷりきゅあ!ざ・むーびー! ドキドキ♡ゲームの世界で大冒険!（2024年、犬飼いろは / キュアフレンディ）
- 機動戦士ガンダム:銀灰の幻影（2024年、主人公〈女〉）
- 映画ドラえもん のび太の絵世界物語（2025年、マイロ）
- メイクアガール（2025年、0号）
- 映画 キミとアイドルプリキュア♪ お待たせ!キミに届けるキラッキライブ!（2025年、犬飼いろは / キュアフレンディ）
- ひゃくえむ。（トガシ〈小学生〉）

### OVA
2010年代
- 神様はじめました（2013年、タヌ子）  - コミックス16巻オリジナルアニメDVD付初回限定版
- となりの怪物くん（2013年、お夏）  - コミックス第12巻DVD付き特装版
- デュラララ!!×2 承 外伝!? 第4.5話「私の心は鍋模様」（2015年、竜ヶ峰帝人〈幼少期〉、エミリア）
- デジモンアドベンチャー tri. 第2章「決意」（2016年）
- 魔法使いの嫁 星待つひと / 西の少年と青嵐の騎士（2016年 - 、羽鳥チセ）  - コミックス第6・7・8・16・17・18巻アニメーションDVD付き特装版
- OVA ハイスクール・フリート（2017年、西崎芽依）
- 岸辺露伴は動かない エピソード#02 六壁坂（2018年、大郷楠宝子） - コミックス第2巻アニメDVD同梱版
- グリザイア:ファントムトリガー THE ANIMATION（2019年 - 2020年、ムラサキ） - 3シリーズ
- 鬼灯の冷徹（2019年、芥子） - コミックス第29巻DVD付き限定版

2020年代
- ぼくたちは勉強ができない（2020年、天田千代子） - コミックス第16巻アニメBD同梱版
- ストライク・ザ・ブラッド（2020年 - 2022年、ザナ・ラシュカ） - 2シリーズ
- アリス・ギア・アイギス 〜ドキッ!アクトレスだらけのマーメイドグランプリ♡〜（2021年、金潟すぐみ） - OVA視聴用QRコード同梱商品
- 憂国のモリアーティ〜百合の追憶〜（2022年）

### Webアニメ
2010年代
- 花のずんだ丸（2013年）
- 土鶸井先輩保護クラブ（2014年、真理絵）
- 中古ビデオ屋の女店員 X（2016年、いなり）
- アイドルマスター シンデレラガールズ劇場 火曜シンデレラシアター / Extra Stage（2017年 - 2020年、五十嵐響子） - 2シリーズ

2020年代
- 爆丸アーマードアライアンス（2020年 - 2021年、ヴェロニカ・ヴェネガス、ブラッケン帝）
- 爆丸ジオガンライジング（2021年 - 2022年、ヴェロニカ・ヴェネガス）
- Pokémon Evolutions（2021年、パキラ）
- The Missing 8（2021年、メイズアーク）
- もっと!まじめにふまじめ かいけつゾロリ ゾロリのへや（2022年、ララ）
- CINDERELLA GIRLS 10th Anniversary Celebration Animation ETERNITY MEMORIES（2022年、五十嵐響子）
- 爆丸エボリューションズ（2022年 - 2023年、ヴェロニカ・ヴェネガス、ブラッケン帝）
- エクセプション（2022年、パティ）
- 夜は猫といっしょ（2022年 - 2024年、ピーちゃん、ネットの猫たち） - 3シリーズ
- 爆丸レジェンズ（2023年、ブラッケン帝、ヴェロニカ）
- ツイヤバ（2023年、吉田芹那）
- T・Pぼん（2024年、リーム・ストリーム） - 2シリーズ
- ライジングインパクト（2024年、西野胡桃） - 2シリーズ
- デッドデッドデーモンズデデデデデストラクション（2024年、栗原キホ） - アニメシリーズ版
- BEASTARS FINAL SEASON（2024年、ジュノ）

### ゲーム
2008年
- R20★
  - 萌え大富豪（海老原恋）
  - 萌えテニス（鵜飼つぐみ）

2009年
- タユタマ -Kiss on my Deity-

2010年
- アルファディアIV（トルテ・メイプルシュガー、エナリア・ムンタント）
- 最果ての騎士 -Verse of Galaxy Abyss-（ユイニカ）
- ひまわり -Pebble in the Sky-

2011年
- 勇現会社ブレイブカンパニー（カルラ）

2012年
- D.C.III 〜ダ・カーポIII〜（ジル・ハサウェイ、桜内義之〈幼少期〉）

2013年
- アルカディアスの戦姫（オデット）
- アルファディア ジェネシス（エナ）
- ウチの姫さまがいちばんカワイイ（緑結姫 キュービィ）
- D.C.III Plus 〜ダ・カーポIII プラス〜（ジル・ハサウェイ、桜内義之〈幼少期〉）
- 恋愛0キロメートル Portable（矢崎夕空）
- 1/2 summer+（詩代叶）

2014年
- 穢翼のユースティア Angel's blessing（ラヴィリア）
- アルファディア ジェネシス2（エリーゼ、エナ）
- Kadenz fermata//Akkord:fortissimo（ヌイグルミ、トイ・ボックス）
- テイルズ オブ ザ ワールド レーヴ ユナイティア（テルン）
- ヒーローズプレイスメント（春採阿寒）
- Fate/hollow ataraxia
- ものべの -pure smile-（えみ）

2015年
- アンジュ・ヴィエルジュ 〜第2風紀委員 ガールズバトル〜（月ノ宮赫夜、ラグナ）
- 終わりのセラフ 運命の始まり（花依小百合）
- 終わりのセラフ BLOODY BLADES（花依小百合）
- クイズRPG 魔法使いと黒猫のウィズ（2015年 - 2017年、リミーラ・ネール、マール・アスピシャス、クルル・オム）
- クルセイダークエスト（パンドラ）
- 限界凸起 モエロクリスタル（ティアマット） - DLC追加キャラクター
- 白猫プロジェクト（マール・アスピシャス）
- 神撃のバハムート（レーネ）
- STELLA GLOW（ドロシー）
- 大図書館の羊飼い -Library Party-（小太刀凪）
- ChuSingura46+1 -忠臣蔵46+1- V（堀部安兵衛）
- デュラララ!! Relay（エミリア）
- なないろランガールズ（風間涼子）
- ファントム オブ キル（でんぱちゃん）
- 不思議の幻想郷 -THE TOWER OF DESIRE-（伊吹萃香）
- ブレイブソード×ブレイズソウル（2015年 - 2023年、ティルフィング、ワイバーン、ヤグルシ、ラグランジュ）
- ポップアップストーリー 魔法の本と聖樹の学園（ハンナ・ブレイズ）

2016年
- アイドル事変（赤峰こはる）
- アイドルマスター シンデレラガールズ（2016年 - 2024年、五十嵐響子） - 2作品
- 赤い砂堕ちる月（杏紅）
- AKIBA'S BEAT（ぴんくん）
- 一血卍傑-ONLINE-（ウカノミタマ）
- エンドライド -X fragments-（アクエリアス）
- 神獄塔 メアリスケルター（グレーテル）
- 白猫テニス（マール・アスピシャス）
- フィギュアヘッズ（ヨランダ）
- ソウルワーカー（アマンダ）
- ドリフトガールズ（杉浦奈々）
- 星織ユメミライ Converted Edition（逢坂そら）
- モン娘☆は〜れむ（ミント、ディジー）
- 雷子 紺碧の章（田忌）
- ルフランの地下迷宮と魔女ノ旅団（ルカ）

2017年
- オーバーウォッチ（オリーサ）
- ガンガンピクシーズ（鳥居エリ）
- グリザイア：ファントムトリガー（狗駒邑沙季）
- School of Talent：SUZU-ROUTE（加藤晴)
- ゼノブレイド2（メノウ）
- 戦艦少女R（サッチャー）
- ノラと皇女と野良猫ハート（明日原ユウキ）
- ファイアーエムブレム Echoes もうひとりの英雄王（エフィ）
- ファイアーエムブレム ヒーローズ（2017年 - 2025年、エフィ、ラクチェ、レオン〈幼少期〉）
- アナザーエデン 時空を超える猫（リヴァイア）
- 三国志大戦（曹節、諸葛鈴、穆皇后、朱治、小虎、孫登、陸績、賈牛、賈南風〈愉悦の水禍〉、鄒氏、劉禅）
- 誰ガ為のアルケミスト（2017年 - 2020年、ララベル、ネイカ、スルバ）
- 千の刃濤、桃花染の皇姫（椎葉千波矢）
- 進撃の巨人2〜未来の座標〜（女性兵士1）

2018年
- キミの瞳にヒットミー（日向瞳）
- 進撃の巨人2（主人公・女・タイプ8）
- きららファンタジア（トーマス・紅愛、天野美雨）
- 神獄塔 メアリスケルター2（グレーテル）
- Fate/Grand Order（オフェリア・ファムルソローネ）
- まいてつ -pure station-（ハチロク）
- 結城友奈は勇者である 花結いのきらめき（2018年 - 2022年、加賀城雀）
- アズールレーン（2018年 - 2021年、アルバコア、ザラ、ポーラ、ジャンヌ・ダルク）
- ORDINAL STRATA -オーディナル ストラータ-（エナメル）
- 龍が如く ONLINE（瀬戸真弓）
- 蒼青のミラージュ（夏霧）
- ラストピリオド（シャスナハ）

2019年
- アリス・ギア・アイギス（2019年 - 2024年、金潟すぐみ）
- ノラと皇女と野良猫ハート2（明日原ユウキ）
- 十三機兵防衛圏（冬坂五百里）
- ハイスクール・フリート 艦隊バトルでピンチ!（西崎芽依）
- グリムエコーズ（毒林檎の王妃）
- 御城プロジェクト:RE（許昌城、延岡城、七飯台場、リズラン城）
- 鬼灯の冷徹 〜地獄のパズルも君次第〜（芥子）
- 社長、バトルの時間です!（ユラン・ダルデ）
- 妖怪ウォッチ4 ぼくらは同じ空を見上げている / 4++（下町シン）
- 不思議の幻想郷 -ロータスラビリンス-（伊吹萃香 他）
- プリンセスコネクト！Re:Dive（2019年 - 2024年、クロエ / 黒江花子、ビカラ）
- Shadowverse（ラティカ、レーネ、ワンダーコック、アルテア、ソウルスナッチャー、熊人形の少女、ロマロニア）
- 姫麻雀（佐々木紗夜、ドーラ）
- 幻奏喫茶アンシャンテ（ティターニア）
- Dusk Diver 酉閃町 -ダスクダイバー ユウセンチョウ-（リ・ヴェーダ）
- ブラウンダスト（レイチェル）
- うたわれるもの ロストフラグ（ミナギ）
- SDガンダム GGENERATION CROSSRAYS（リアリナ・モルガトン）
- グランブルーファンタジー（2019年 - 2024年、ビカラ、伊集院カイ） - 2作品
- 荒野のコトブキ飛行隊 大空のテイクオフガールズ!（ササ）
- ArkResona（レム・メルガーディ）

2020年
- アークナイツ（ドーベルマン、アズリウス）
- ラストピリオド -終わりなき螺旋の物語-（シャスナハ）
- マルコと銀河竜（パンダグラフ）
- ガールフレンド（仮）（白水六花）
- エルダーアーク（シルヴィア・リエール、メアリ）
- ドールズフロントライン（K-PDW、ウェブリー）
- 戦国RENKAズーム!（2020年 - 2021年、竹中半兵衛、佐竹義宣、森蘭丸、長野業正）
- ロストアーク（アゼナ、イナンナ）
- エピックセブン（エレナ）
- 神獄塔 メアリスケルターFinale（グレーテル）
- ポルト・ミラージュ（宮越ゆうこ、フィズ、バーバラ）
- イドラ ファンタシースターサーガ（ビクトリア）
- ドラゴンクエスト ダイの大冒険 クロスブレイド（ダイ）
- シャドウバース チャンピオンズバトル（伊集院カイ）
- ヴァルキリーアナトミア -ジ・オリジン-（乎春）
- グリザイア クロノスリベリオン（2020年 - 2023年、狗駒邑沙季） - 2作品

2021年
- MAGLAM LOAD / マグラムロード（サティウス）
- シノビマスター 閃乱カグラ NEW LINK（日和）
- 崩壊3rd（謎の人形、支配の律者）
- レッド：プライドオブエデン（デリケ）
- 9-nine-（新海天）
- マギアレコード 魔法少女まどか☆マギカ外伝（桐野紗枝）
- m HOLD'EM（松姫悠）
- 少女廻戦 時空恋姫の万華境界へ（蔡文姫）
- モンスターストライク（2021年 - 2025年、ダイ、アーニャ・フォージャー、エンポリオ・アルニーニョ、ミュウラン、ミューズ、フリーレン、ドッペルゲンガー、玉葉妃）
- 白夜極光（ベリエ）
- ポーカーチェイス（トレイシー・レズナー）
- ドラゴンクエスト ダイの大冒険 -魂の絆-（ダイ）
- アイドルマスター ポップリンクス（五十嵐響子）
- Gate of Nightmares（メルル）
- パニリヤ・ザ・リバイバル（ミスト、カタリナ）
- グランサガ（ブレシラ、エイブリー）
- アーテリーギア -機動戦姫-（千歳、修羅、千早、神楽）
- ファイナルファンタジーXIV: 暁月のフィナーレ（メーティオン / 終焉を謳うもの、シンギングウェイ）
- ボンバーガール（テッカ）
- カウンターサイド（カレン・ウォン）
- ドラゴンとガールズ交響曲（ソール、甄姫、ロビン・フッド）

2022年
- Dusk Diver 2 崑崙靈動（リ・ヴェーダ）
- ドラゴンクエストけしケシ!（ダイ）
- 聖剣伝説 ECHOES of MANA（ラシャ）
- エターナルツリー（ペトラ、ファーム）
- 穢翼のユースティア（ラヴィリア）
- ゼノブレイド3（エセル）
- 妖怪ウォッチ ぷにぷに（軍シン）
- ジョジョの奇妙な冒険 オールスターバトルR（エンポリオ・アルニーニョ）
- メメントモリ（アムレート）
- 共闘ことばRPG コトダマン（2022年 - 2023年、アーニャ・フォージャー、レディ・ナガン）
- スターオーシャン6 THE DIVINE FORCE（エレナ / エレナ E-014297）
- ドラえもん のび太の牧場物語 大自然の王国とみんなの家（ニコニコ、ムカムカ、ワタワタ、スヤスヤ、キビキビ）
- 機動戦士ガンダム 鉄血のオルフェンズG（リアリナ・モルガトン）
- 魔法使いの夜（ルゥ＝ベオウルフ）
- INFINITY SOULS（坂本里沙）
- クローバーシアター（ミノドラ、ポチカ、秋田澪）
- PUBG MOBILE（スノウパンサー）
- サイコロサイコ -セブンスヘブン-（斉子）

2023年
- 勝利の女神:NIKKE（シン）
- エロイカ（ヒルデガルト）
- ガーディアンテイルズ（ダイ）
- 八月のシンデレラナイン（奈良胡桃）
- プリコネ！グランドマスターズ（クロエ）
- ダークテイルズ〜鏡と狂い姫〜（ブリトニー）
- 404 GAME RE:SET -エラーゲームリセット-（奇々怪界）
- 僕のヒーローアカデミア ULTRA IMPACT（レディ・ナガン）
- 超探偵事件簿 レインコード（マコト＝カグツチ）
- セガNET麻雀 MJ（ドラ）
- D.C.III P.S.〜ダ・カーポIII〜プラスストーリー（ジル・ハサウェイ、桜内義之〈幼少期〉）
- ポケモンマスターズEX（ラジュルネ）
- インフィニティ ストラッシュ ドラゴンクエスト ダイの大冒険（ダイ）
- コードギアス 反逆のルルーシュ ロストストーリーズ（2023年 - 2025年、ミス・エックス / レディ・レディ）
- 帰ってきた 名探偵ピカチュウ（レイチェル・マイヤーズ）
- テイルズ オブ アライズ（ナザミル・ヒルドリス）
- ドラゴンクエストモンスターズ3 魔族の王子とエルフの旅（ロッドの守り人）
- ネバーアフター〜逆転メルヘン〜（赤ずきん・ルーシー）
- エーテルゲイザー（大国主）

2024年
- ラストクラウディア（女王レオナ）
- サンローラン騎士団（フィーナ）
- ペルソナ3 リロード（森山夏紀）
- 不思議の幻想郷 -FORESIGHT-（八意永琳、伊吹萃香）
- アウタープレーン（メロ）
- ゼンレスゾーンゼロ（アンビー・デマラ）
- 霧の戦場のヴェルディーナ: C.A.R.D.S. RPG（セス・アーデン）
- リバースブルー×リバースエンド（カハル）
- FARMAGIA（ルクロ）
- 魔女のふろーらいふ（ネイ）

2025年
- ブルーアーカイブ -Blue Archive-（百合園セイア）
- ペルソナ5: The Phantom X（多祢村理子）
- 鬼滅の刃 ヒノカミ血風譚2（雛鶴）
- 魔法使いの嫁 盛夏の幻と夢見る旅路（チセ）

### 同人ゲーム
- みらくる超パーティー-早苗と天子の幻想迷宮-（八雲藍、伊吹萃香、八意永琳）

### ドラマCD
- 七人のツンデレ（2009年）[326]
- Sound Drama Fate/Zero vol.3 -散りゆく者たち-（2009年）[327]
- アニメイト・コンシェルジュ MINI Voice Section III（2009年）
- 絶対調律士NoAH（2010年）[327] - 2作品[一覧 45]
- 穢翼のユースティア（2011年、ラヴィリア[327]）
- わたしのお嬢様（2012年、ルーファ / ルーシャ[327]） - メイド服のお嬢様編下 ドラマCD付き限定版
- カーニヴァル シリーズ（2012年、エルナ、女性研究員[327]） - 2作品[一覧 46]
- てんとう虫アパートメント シリーズ（2014年、藤本エリカ[328]） - 2作品[一覧 47]
- 魔法少女育成計画 in Dreamland（2015年、スノーホワイト[329]）
- 桃色メロイック（2015年、四宮まさき[330]）
- 拷問魔法少女ドゥームズ・デー・アヤネ（2015年、逸見セリカ）
- ふしぎの国の有栖川さん（2017年、夏木夏子） - 別冊マーガレット2017年6月号付録ドラマCD
- 楠芽吹は勇者である（2018年、加賀城雀[331]） - 2作品[一覧 48]
- ファイアーエムブレム Echoes もうひとりの英雄王 ドラマCD 異国の空 黎明の森（2018年、エフィ）
- ぼっちゃまは今日もイジられる（2019年、紫桃小愛〈サエ〉[332]） - クラウドファンディング返礼品
- ツンデレ悪役令嬢リーゼロッテと実況の遠藤くんと解説の小林さん（2020年、小林詩帆乃[333]） - クラウドファンディング返礼品
- 乙女ゲー世界はモブに厳しい世界です（2020年、マリエ[334]） - 第6巻ドラマCD付限定版
- 転生しまして、現在は侍女でございます。（2020年、ユリア[335]） - 第0巻ドラマCD付き書籍
- 元カレが腐男子になっておりまして。（2021年、赤土桃[336]）
- 「響け！ユーフォニアム」5th Anniversary Disc 〜きらめきパッセージ〜（2021年、鎧塚みぞれ[337]）
- 神様がうそをつく。（2021年、鈴村理生[338]） - 同人作品[339]
- はにかみ、彼女は恋をする〜華実編〜（志津城ねる）
- 蒼き鋼のアルペジオ（2022年、大戦艦ハルナ） - 第24巻ドラマCD付き特装版[340]
- ひぐらしのなく頃に 解[327]

### BLCD
- 愛なら売るほど（2010年、通行人）
- Lamento -BEYOND THE VOID-（子フラウド）
- よるとあさの歌（しおり）
- やたもも（須田嫁）
- ただいま、おかえり（藤吉輝）
- よるとあさの歌 Ec（しおり）

### デジタルコミック
- となりの怪物くん（2018年、夏目あさ子[341]）
- ういらぶ。 -初々しい恋のおはなし-（2018年、春名優羽[342]）
- 見える子ちゃん（2019年、みこ[343]）
- 先輩がうざい後輩の話PV（2019年、桜井桃子、子供[344]）
- 乙女ゲー世界はモブに厳しい世界です（2020年、マリエ[345]）
- うちの弟どもがすみません（2021年、成田類） - 第4巻購入特典URLページ、別冊マーガレット2021年7月付録URLカード[346]
- Bite Maker AK（2024年、野々乃紗瑠[347]）

### オーディオドラマ
- 放課後カタストロフィ（2015年、シャイターン[348]） - コミックス第2巻特典QRコード
- ヒマワリ:unUtopial World（2017年、名護屋河鈴蘭[349]） - 小説第5巻特典QRコード
- ツンデレ悪役令嬢リーゼロッテと実況の遠藤くんと解説の小林さん（2019年、小林詩帆乃[333]） - クラウドファンディング1500円コース・2500円コース返礼品音声データ
- 歴史に残る悪女になるぞ 悪役令嬢になるほど王子の溺愛は加速するようです!（2022年、アリシア[350]） - コミックス第3巻特典QRコード

### ASMR
- いやでんっ!2 〜癒やしの寝台列車「ブルートレイル」〜（2021年、ナタリー）
- しあわせおうちでーと・新海天 〜にぃに、恋人ごっこしよっ〜（2021年、新海天）

### 吹き替え

#### 担当俳優
ステファニー・スー
- エブリシング・エブリウェア・オール・アット・ワンス（2023年、ジョイ / ジョブ・トゥパキ）
- ポーカー・フェイス（2024年、モーティマー・バーンスタイン）
- フォールガイ（2024年、アルマ・ミラン）
- 野生の島のロズ（2025年、ヴォントラ）

#### 映画
- ノエル（2020年、ノエル・クリングル〈アナ・ケンドリック〉）
- ゾンビーズ3（2022年、アスペン〈テリー・フー〉）
- ホーカスポーカス2（2022年、ベッカ〈ホイットニー・ピーク〉）
- ランボー ラスト・ブラッド（2022年、ガブリエラ〈イヴェット・モンレアル〉[354]） - BSテレ東版
- 屋根裏のアーネスト（2023年、ジョイ・ヨシノ〈イザベラ・ルッソ〉）
- search/#サーチ2（2023年、ジューン・アレン〈ストーム・リード〉[355]）
- ハート・オブ・ストーン（2023年、ヤン〈ジン・ルージ〉[356]）
- マーベルズ（2023年、ケイト・ビショップ / ホークアイ〈ヘイリー・スタインフェルド〉）
- トラウマ/鮮血の叫び（2024年、ガブリエル少年[357]）
- スーパーマン（2025年、ロイス・レイン〈レイチェル・ブロズナハン〉[358]）

#### ドラマ
- ホークアイ（2021年、ケイト・ビショップ〈ヘイリー・スタインフェルド〉[359]）
- キミと僕の警察学校（2022年、コ・ウンガン〈チェ・スビン〉）
- ペーパーガールズ（2022年、エリン〈ライリー・ライ・ネレット〉）
- ウィッチャー 血の起源（2022年、メルドフ〈フランチェスカ・ミルズ〉[360]）
- セックス・エデュケーション シーズン4（2023年、オー〈ザディア・グラハム〉）
- 屋根裏のアーネスト（2023年、ジョイ・ヨシノ〈イザベラ・ルッソ〉）
- アストリッドとラファエル 文書係の事件録 シーズン4（2024年、ノラ・マンスール〈ソフィア・ヤムナ〉[361]）

#### アニメ
- 超巨大ロボットブラザーズ（2022年、アレックス）
- エクセプション（2022年、パティ）
- 最後の召喚師 -The Last Summoner-（2023年、ドラ[362][363]）
- パウ・パトロール ザ・マイティ・ムービー（2023年、ナノ[364]）
- ターミネーター0（2024年、ココロ[365]）
- ホワット・イフ...?（2024年、ケイト・ビショップ)
- 野生の島のロズ (2025年、ヴォントラ)

### ラジオ
※はインターネット配信。
- 大図書館の羊飼い The Radio（2014年、HiBiKi Radio Station※[366]）
- Radio「デス・パレード」生放送 第一部：瀬戸麻沙美（黒髪の女役）× 種﨑敦美（有田マユ役）（2015年2月27日、ニコニコ生放送※[367]）
- 種﨑敦美と潘めぐみの番組名も募集します!（2016年 - 2018年、HiBiKi Radio Station※）
- 魔法使いの嫁 Webラジオ
  - 『魔法使いの嫁』〜好きです!同人ラジオ〜[368]（2017年、アニメ公式サイト※・YouTube※） - テレビアニメの放送前に配信された。
  - 『魔法使いの嫁』公認同人WEBラジオ【〜好きです!同人ラジオ〜】[369]（2017年 - 2018年、アニメ公式サイト※・YouTube※）
  - 『魔法使いの嫁』〜好きです!同人ラジオ〜[370]（2018年、アニメ公式サイト※・YouTube※） - テレビアニメの放送後に配信。
- ノラと皇女と野良猫ラジオ（2017年 - 2018年〈休止〉、HiBiKi Radio Station※[371]）
- たねさんはるさんとはなそ（意志）（2018年、Himalaya※[372]）
- 千菅春香と種﨑敦美の「はなそ!」（2018年 - 2019年、HiBiKi Radio Station※）[373]
- 加隈亜衣と種﨑敦美のちかっぱしんけん!（2019年 - 2022年、RKBラジオ、ニコニコチャンネル※）
- 種﨑敦美の「無趣味クリニック」（2019年、マンガPark※） - 全13回[374]
- 種﨑敦美の寿司食いてェ!!（2020年 - 2022年、超!A&G+※）[375]
- Vivy -Flourite Eye's Radio-（2021年、音泉※）
- 魔法使いの嫁 SEASON2 まほよめラジオ（2023年 - 2024年、音泉※・Spotify※） [376]

### テレビドラマ
- 大河ドラマ 光る君へ（2024年、NHK） - オウムの声[377]

### テレビ番組

#### ナレーション
- アニメマシテ（2017年、テレビ東京）
- サンデーステーション（2020年 - 2024年、テレビ朝日）[378]
- 国民5万人がガチ投票! テレビゲーム総選挙（2021年12月27日、テレビ朝日）[379]
- 林修のレッスン!今でしょ（2022年5月10日、テレビ朝日）トマトちゃん
- テレメンタリー2022（2022年7月9日、テレビ朝日）
- ジャンプアドべンチャーTV 2022（2022年7月31日、テレビ東京）
- やりおる!行動経済学〜かまいたちとちまたのアカンたち〜（2022年8月26日、NHK総合）オルちゃん
- 世界まる見え!テレビ特捜部 秋の大運動会2時間SP（2022年10月10日、日本テレビ）
- こどものギモン解決バトル ズバリ!教えまSHOW（2022年10月30日、日本テレビ）
- 鎌倉殿の13人 〜オープニング13の秘密〜（2022年12月11日、NHK総合）語り
- SNSをかいくぐれ（2022年12月30日・2023年5月4日、フジテレビ）[380][381]
- 美しき捨て方 分解されて生まれ変わりまーす!（2023年2月4日、テレビ東京）[382]
- 巷のアカンをやっつけろ!かまいたちのやりおる学（2023年3月27日、NHK総合）オルちゃん[383][384]
- NNNドキュメント（2023年5月8日、9月17日、日本テレビ）
- 趣味どきっ!「染めものがたり」（2023年6月7日 - 、NHK Eテレ）[385]
- 悪い奴らは許さない!!警察魂2023〜現代のヤミを撲滅SP〜（2023年12月15日、日本テレビ）[386]
- 完全なる問題作 善と悪の深遠なる世界（2024年3月21日、NHK 総合）[387]

#### その他出演
- あにレコTV（2019年1月14日・2021年1月25日、テレビ東京）
- お願い!ランキング（2020年、テレビ朝日）おねがいシラサギ - ナレーションも担当
- Mr.都市伝説 関暁夫のゾクッとする怪感話（2021年10月8日・15日、BSテレ東）
- おはスタ（2022年、テレビ東京）ジャーニー - ナレーションも担当

### 映画
- 大名倒産（2023年6月23日公開、松竹） - 予告ナレーション

### CM
- ローソン（2022年、たんチキ）
- 日新ラ王（2022年、豆腐）
- ハーゲンダッツ悪魔のささやき ネッチリ悪熊とトローリ悪熊（2022年）
- Joshin新日本橋店（2022年）
- ブックライブ（2023年、ブックラマ）
- ウェルシア（2023年、店内CM）

### 舞台
- 劇団わくわくバキバキ 第1回公演「オカアサンニナニスルノ!」（2014年2月21日 - 23日、遊空間がざびぃ）[388]
- 集団NO PLAN 第6回朗読公演「MAZE☆爆裂セイバー&40」（2018年7月7日、座・高円寺2）[389]
- 集団NO PLAN 第7回朗読公演「家族百景」（2019年7月7日、座・高円寺2）[390]
- 集団NO PLAN 第8回朗読公演「花散里〜冷華〜」（2020年8月9日、南大塚ホール）[391]
- わんだふるぷりきゅあ! ドリームステージ♪（2024年7月 - 2025年3月予定、全国公演、犬飼いろは / キュアフレンディ[392]）

### その他コンテンツ
- ZEPHYR（2014年、Rejet Fes.2014 限定アニメーション）カルの妹
- LIVE DAM STADIUM あにそんボーカル『メイズ参上!』歌唱
- パチスロ・スロット『ハイスクール・フリート』（2018年 - 2020年、西崎芽依） - 3作品
- 仙台城VRゴー（2019年、まめぶしょー[393]）
- ホラーアカデミアン（2020年、メドウィン・トリス）
- 湯平温泉 旅館つるや隠宅 イメージキャラクター（2019年 - 、電脳女将・千鶴）[注 5][394][395]
- 小説『時守たちのラストダンス』『七夕の夜におかえり』アニメPV（2021年[396]）
- 『ご注文はうさぎですか?』エイプリルフール企画「TAKE OUT BLUE BIRD」（2022年、ナツメ[397]）
- NHK大分放送局 いろどりOITA　開局80周年記念キャラクター　おけまる（2022年）
- 『竜殺しのブリュンヒルド』PV（2022年、ブリュンヒルド[398]）
- 乃木坂46 11th YEAR BIRTHDAY LIVE 〜秋元真夏 卒業コンサート〜（2023年、ナレーション）
- TOHO animation 10周年特別企画「TOHO animation ミュージックフィルムズ」（2023年） - 2作品[一覧 49]
- デンソー JAPAN MOBILITY SHOW 2023 DENSO FUTURE STORIES 「幸せストーリー」（2023年、朗読）[399]

## ディスコグラフィ

### キャラクターソング
| 発売日   | 商品名                                                                                         | 歌 | 楽曲                                                                | 備考                                                                                 |
| 2012年   | 2012年                                                                                         | 2012年 | 2012年                                                              | 2012年                                                                               |
| -------- | ---------------------------------------------------------------------------------------------- | --- | ------------------------------------------------------------------- | ------------------------------------------------------------------------------------ |
| 4月27日  | 穢翼のユースティア -Original CharacterSong Series- St.IRENE, LAVRIA / LICIA                    | 聖女イレーヌ（岡嶋妙）、ラヴィリア（種﨑敦美） | 「HIKARIのノクターン」                                              | ゲーム『穢翼のユースティア 』関連曲                                                  |
| 2014年   |                                                                                                | |                                                                     |                                                                                      |
| 6月1日   | 地獄の沙汰も君次第 〜芥子地獄ver.〜                                                            | 芥子（種﨑敦美） | 「地獄の沙汰も君次第」                                              | テレビアニメ『鬼灯の冷徹』関連曲                                                     |
| 8月13日  | TVアニメ『鬼灯の冷徹』BD&DVD ゲーマーズ全巻購入特典CD                                          | 芥子（種﨑敦美） | 「大きな金魚の樹の下で」                                            | テレビアニメ『鬼灯の冷徹』関連曲                                                     |
| 2016年   |                                                                                                | |                                                                     |                                                                                      |
| 3月2日   | THE IDOLM@STER CINDERELLA MASTER 045 五十嵐響子                                                | 五十嵐響子（種﨑敦美） | 「恋のHamburg♪」                                                    | ゲーム『アイドルマスター シンデレラガールズ』関連曲                                  |
| 5月30日  | 新入生歓迎！ 私立茶熊学園 赤盤                                                                 | ミラ（下田屋有依）、カモメ（本多陽子）、ツキミ（佐藤聡美）、マール（種﨑敦美） | 「春風吹き抜け、ぼくらは大人になった。」                            | ゲーム『白猫プロジェクト』関連曲                                                     |
| 6月1日   | THE IDOLM@STER CINDERELLA MASTER Cute Jewelries! 003                                           | 宮本フレデリカ（髙野麻美）、一ノ瀬志希（藍原ことみ）、櫻井桃華（照井春佳）、中野有香（下地紫野）、五十嵐響子（種﨑敦美） | 「明日また会えるよね」 「Near to You」                              | ゲーム『アイドルマスター シンデレラガールズ』関連曲                                  |
| 6月1日   | THE IDOLM@STER CINDERELLA MASTER Cute Jewelries! 003                                           | 五十嵐響子（種﨑敦美） | 「守ってあげたい」                                                  | ゲーム『アイドルマスター シンデレラガールズ』関連曲                                  |
| 2017年   |                                                                                                | |                                                                     |                                                                                      |
| 1月25日  | モブサイコ100 ドラマCDサイキックヒューマンショー                                               | 暗田トメ（種﨑敦美） | 「脳感メルヘン♥」                                                   | テレビアニメ『モブサイコ100』関連曲                                                  |
| 2月8日   | THE IDOLM@STER CINDERELLA MASTER EVERMORE                                                      | 相葉夕美（木村珠莉）、五十嵐響子（種﨑敦美）、市原仁奈（久野美咲）、一ノ瀬志希（藍原ことみ）、大槻唯（山下七海）、片桐早苗（和氣あず未）、鷺沢文香（M・A・O）、櫻井桃華（照井春佳）、塩見周子（ルゥティン）、橘ありす（佐藤亜美菜）、中野有香（下地紫野）、二宮飛鳥（青木志貴）、速水奏（飯田友子）、姫川友紀（杜野まこ）、宮本フレデリカ（髙野麻美） | 「Near to You」                                                     | ゲーム『アイドルマスター シンデレラガールズ』関連曲                                  |
| 2月8日   | THE IDOLM@STER CINDERELLA MASTER EVERMORE                                                      | 大橋彩香、福原綾香、原紗友里、藍原ことみ、青木志貴、青木瑠璃子、飯田友子、五十嵐裕美、今井麻夏、上坂すみれ、内田真礼、桜咲千依、大空直美、大坪由佳、金子真由美、金子有希、木村珠莉、黒沢ともよ、佐藤亜美菜、下地紫野、洲崎綾、鈴木絵理、髙野麻美、高森奈津美、立花理香、種﨑敦美、千菅春香、東山奈央、長島光那、原優子、早見沙織、春瀬なつみ、渕上舞、牧野由依、松井恵理子、松嵜麗、三宅麻理恵、村中知、杜野まこ、安野希世乃、山下七海、山本希望、佳村はるか、ルゥティン、和氣あず未 | 「EVERMORE（4thLIVE MIX）」                                         | ゲーム『アイドルマスター シンデレラガールズ』関連曲                                  |
| 3月1日   | THE IDOLM@STER CINDERELLA GIRLS STARLIGHT MASTER 09 ラブレター                                 | 島村卯月（大橋彩香）、小日向美穂（津田美波）、五十嵐響子（種﨑敦美） | 「ラブレター（M@STER VERSION）」                                    | ゲーム『アイドルマスター シンデレラガールズ スターライトステージ』関連曲             |
| 5月24日  | OVA『ハイスクール・フリート』 BD・DVD特典CD                                                    | 西崎芽依（種﨑敦美） | 「TRIGGER HAPPY GIRL」                                              | TVアニメ『ハイスクール・フリート』関連曲                                             |
| 8月25日  | ネ！コ！                                                                                       | パトリシア・オブ・エンド（高森奈津美）、黒木未知（仙台エリ）、夕莉シャチ（浅川悠）、明日原ユウキ（種﨑敦美） | 「ネ！コ！」                                                        | テレビアニメ『ノラと皇女と野良猫ハート』オープニングテーマ                           |
| 10月11日 | 大！地獄地獄節                                                                                 | 地獄の沙汰オールスターズ | 「大！地獄地獄節」                                                  | テレビアニメ『鬼灯の冷徹』第弐期オープニングテーマ                                   |
| 10月11日 | 大！地獄地獄節 初回盤                                                                          | 芥子（種﨑敦美） | 「Very Very Hard Mountain」                                         | テレビアニメ『鬼灯の冷徹』関連曲                                                     |
| 11月1日  | THE IDOLM@STER CINDERELLA GIRLS LITTLE STARS! Blooming Days                                    | 安部菜々（三宅麻理恵）、五十嵐響子（種﨑敦美）、緒方智絵里（大空直美）、道明寺歌鈴（新田ひより）、早坂美玲（朝井彩加） | 「Blooming Days」                                                   | テレビアニメ『アイドルマスター シンデレラガールズ劇場』エンディングテーマ            |
| 11月1日  | THE IDOLM@STER CINDERELLA GIRLS LITTLE STARS! Blooming Days                                    | 五十嵐響子（種﨑敦美） | 「Blooming Days」                                                   | テレビアニメ『アイドルマスター シンデレラガールズ劇場』関連曲                        |
| 2018年   |                                                                                                | |                                                                     |                                                                                      |
| 3月28日  | ブレンド・S BD・DVD 第4巻特典CD                                                                | 天野美雨（種﨑敦美） | 「妄想ワーキングタイム」 「ぼなぺてぃーと♡S」                       | テレビアニメ『ブレンド・S』関連曲                                                    |
| 4月11日  | THE IDOLM@STER CINDERELLA GIRLS MASTER SEASONS SPRING!                                         | アナスタシア（上坂すみれ）、五十嵐響子（種﨑敦美）、依田芳乃（高田憂希） | 「桜の風」                                                          | ゲーム『アイドルマスター シンデレラガールズ』関連曲                                  |
| 4月25日  | 拝啓、地獄より                                                                                 | 地獄の沙汰オールスターズ | 「拝啓、地獄より」                                                  | テレビアニメ『鬼灯の冷徹』第弐期その弐オープニングテーマ                             |
| 4月25日  | 拝啓、地獄より                                                                                 | 鬼灯（安元洋貴）、芥子（種﨑敦美） | 「かちかち山」                                                      | テレビアニメ『鬼灯の冷徹』関連曲                                                     |
| 4月25日  | 拝啓、地獄より 初回盤                                                                          | 地獄の沙汰オールスターズ | 「大！地獄地獄節 お迎えver.」                                       | テレビアニメ『鬼灯の冷徹』関連曲                                                     |
| 5月30日  | ブレンド・S BD・DVD第6巻特典CD                                                                 | 桜ノ宮苺香（和氣あず未）、日向夏帆（鬼頭明里）、星川麻冬（春野杏）、天野美雨（種﨑敦美）、神崎ひでり（徳井青空） | 「ぼなぺてぃーと♡S -Hall staff ver.-」                              | テレビアニメ『ブレンド・S』関連曲                                                    |
| 5月30日  | ブレンド・S BD・DVD第6巻特典CD                                                                 | 桜ノ宮苺香（和氣あず未）、日向夏帆（鬼頭明里）、星川麻冬（春野杏）、天野美雨（種﨑敦美）、神崎ひでり（徳井青空）、ディーノ（前野智昭）、秋月紅葉（鈴木達央）、オーナー（鈴木達央） | 「ぼなぺてぃーと♡S -All staff ver.-」                               | テレビアニメ『ブレンド・S』オープニングテーマ                                        |
| 7月18日  | THE IDOLM@STER CINDERELLA GIRLS STARLIGHT MASTER 19 With Love                                  | 五十嵐響子（種﨑敦美）、乙倉悠貴（中島由貴）、水本ゆかり（藤田茜）、諸星きらり（松嵜麗）、姫川友紀（杜野まこ） | 「With Love（M@STER VERSION）」                                     | ゲーム『アイドルマスター シンデレラガールズ スターライトステージ』関連曲             |
| 8月22日  | THE IDOLM@STER CINDERELLA GIRLS STARLIGHT MASTER 20 リトルリドル                               | 五十嵐響子（種﨑敦美） | 「アツアツ♪マカロニグラタン」                                       | ゲーム『アイドルマスター シンデレラガールズ スターライトステージ』関連曲             |
| 8月22日  | Wish me luck!!!!                                                                               | 大空遥（優木かな）、比嘉かなた（宮下早紀）、トーマス・紅愛（種﨑敦美）、トーマス・恵美理（末柄里恵） | 「Wish me luck!!!!」                                                | テレビアニメ『はるかなレシーブ』エンディングテーマ                                   |
| 8月29日  | ソードアート・オンライン オルタナティブ ガンゲイル・オンライン BD・DVD第3巻特典CD              | SHINC | 「FIGHT」                                                           | テレビアニメ『ソードアート・オンライン オルタナティブ ガンゲイル・オンライン』関連曲 |
| 9月8日   | THE IDOLM@STER CINDERELLA GIRLS SS3A Live Sound Booth♪ 会場オリジナルCD                        | 五十嵐響子（種﨑敦美） | 「ラブレター（M@STER VERSION）」                                    | ゲーム『アイドルマスター シンデレラガールズ スターライトステージ』関連曲             |
| 10月3日  | 不可思議のカルテ                                                                               | 桜島麻衣（瀬戸麻沙美）、古賀朋絵（東山奈央）、双葉理央（種﨑敦美）、豊浜のどか（内田真礼）、梓川かえで（久保ユリカ）、牧之原翔子（水瀬いのり） | 「不可思議のカルテ」                                                | テレビアニメ『青春ブタ野郎はバニーガール先輩の夢を見ない』エンディングテーマ         |
| 11月9日  | THE IDOLM@STER CINDERELLA GIRLS 6thLIVE MERRY-GO-ROUNDOME!!! MASTER SEASONS SPRING! SOLO REMIX | 五十嵐響子（種﨑敦美） | 「桜の風」                                                          | ゲーム『アイドルマスター シンデレラガールズ』関連曲                                  |
| 11月28日 | はるかなレシーブ BD・DVD第3巻特典CD                                                            | トーマス・紅愛（種﨑敦美） | 「Don't mind! Don't be shy!」                                       | テレビアニメ『はるかなレシーブ』関連曲                                               |
| 2019年   |                                                                                                | |                                                                     |                                                                                      |
| 2月27日  | はるかなレシーブ BD・DVD第6巻特典CD                                                            | 大空遥（優木かな）、比嘉かなた（宮下早紀）、トーマス・紅愛（種﨑敦美）、トーマス・恵美理（末柄里恵）、大城あかり（木村千咲） | 「ツナガル」                                                        | テレビアニメ『はるかなレシーブ』関連曲                                               |
| 3月6日   | 青春ブタ野郎はバニーガール先輩の夢を見ない BD・DVD第3巻特典CD                                  | 双葉理央（種﨑敦美） | 「不可思議のカルテ」                                                | テレビアニメ『青春ブタ野郎はバニーガール先輩の夢を見ない』エンディングテーマ         |
| 8月14日  | THE IDOLM@STER CINDERELLA GIRLS STARLIGHT MASTER 31 Pretty Liar                                | 島村卯月（大橋彩香）、小日向美穂（津田美波）、五十嵐響子（種﨑敦美）、渋谷凛（福原綾香）、北条加蓮（渕上舞）、神谷奈緒（松井恵理子）、本田未央（原紗友里）、日野茜（赤﨑千夏）、高森藍子（金子有希） | 「Stage Bye Stage」                                                 | ゲーム『アイドルマスター シンデレラガールズ スターライトステージ』関連曲             |
| 9月17日  | Blooming Blaze!                                                                                | Not lose Rose | 「Blooming Blaze!」 「Blooming Blaze (Scented ver.)」               | ゲーム『白猫プロジェクト』関連曲                                                     |
| 9月17日  | Blooming Blaze!                                                                                | マール（種﨑敦美） | 「Blooming Blaze! （Marl ver.)」                                    | ゲーム『白猫プロジェクト』関連曲                                                     |
| 11月8日  | THE IDOLM@STER CINDERELLA GIRLS 7thLIVE TOUR Special 3chord♪ Funky Dancing! 会場オリジナルCD   | 五十嵐響子（種﨑敦美） | 「With Love（M@STER VERSION）」                                     | ゲーム『アイドルマスター シンデレラガールズ スターライトステージ』関連曲             |
| 11月27日 | 青春ブタ野郎はゆめみる少女の夢を見ない BD・DVD特典 Original Soundtrack                         | 桜島麻衣（瀬戸麻沙美）、古賀朋絵（東山奈央）、双葉理央（種﨑敦美）、豊浜のどか（内田真礼）、梓川かえで（久保ユリカ）、牧之原翔子（水瀬いのり） | 「不可思議のカルテ movie ver.」                                     | 劇場アニメ『青春ブタ野郎はゆめみる少女の夢を見ない』エンディングテーマ               |
| 12月25日 | プリンセスコネクト！Re:Dive PRICONNE CHARACTER SONG 12                                         | ユニ（小原好美）、チエル（佐倉綾音）、クロエ（種﨑敦美） | 「なかよしセンセーション」                                          | ゲーム『プリンセスコネクト！Re:Dive』挿入歌                                          |
| 2020年   |                                                                                                | |                                                                     |                                                                                      |
| 1月8日   | THE IDOLM@STER CINDERELLA GIRLS STARLIGHT MASTER 35 Palette                                    | 島村卯月（大橋彩香）、小日向美穂（津田美波）、五十嵐響子（種﨑敦美） | 「Palette（M@STER VERSION）」                                       | ゲーム『アイドルマスター シンデレラガールズ スターライトステージ』関連曲             |
| 6月24日  | プリンセスコネクト！Re:Dive PRICONNE CHARACTER SONG 16                                         | チエル（佐倉綾音）、クロエ（種﨑敦美）、ユニ（小原好美） | 「青春スピナー」                                                    | ゲーム『プリンセスコネクト！Re:Dive』挿入歌                                          |
| 6月24日  | プリンセスコネクト！Re:Dive PRICONNE CHARACTER SONG 16                                         | クロエ（種﨑敦美） | 「青春スピナー」                                                    | ゲーム『プリンセスコネクト！Re:Dive』挿入歌                                          |
| 7月1日   | THE IDOLM@STER CINDERELLA MASTER 3chord for the Rock!                                          | 星輝子（松田颯水）、白雪千夜（関口理咲）、神崎蘭子（内田真礼）、五十嵐響子（種﨑敦美）、多田李衣菜（青木瑠璃子） | 「Unlock Starbeat（M@STER VERSION）」                               | ゲーム『アイドルマスター シンデレラガールズ』関連曲                                  |
| 9月16日  | THE IDOLM@STER CINDERELLA GIRLS STARLIGHT MASTER GOLD RUSH! 01 Go Just Go!                     | 夢見りあむ（星希成奏）、大槻唯（山下七海）、北条加蓮（渕上舞）、佐藤心（花守ゆみり）、一ノ瀬志希（藍原ことみ）、鷹富士茄子（森下来奈）、棟方愛海（藤本彩花）、川島瑞樹（東山奈央）、五十嵐響子（種﨑敦美） | 「Go Just Go!（M@STER VERSION）」                                   | ゲーム『アイドルマスター シンデレラガールズ スターライトステージ』関連曲             |
| 9月16日  | THE IDOLM@STER CINDERELLA GIRLS STARLIGHT MASTER GOLD RUSH! 01 Go Just Go!                     | 五十嵐響子（種﨑敦美） | 「Go Just Go!（M@STER VERSION）」                                   | ゲーム『アイドルマスター シンデレラガールズ スターライトステージ』関連曲             |
| 12月31日 | アズールレーンキャラクターソング Vol.03 A&B セット                                             | イラストリアス（雨宮天）、ボルチモア（高橋未奈美）、ダイドー（青木瑠璃子）、タシュケント（井澤詩織）、アルバコア（種﨑敦美） | 「Blue Sprit」                                                      | ゲーム『アズールレーン』関連曲                                                       |
| 2021年   |                                                                                                | |                                                                     |                                                                                      |
| 2月17日  | THE IDOLM@STER CINDERELLA GIRLS Broadcast & Live Happy New Yell!!! オリジナルCD                | 五十嵐響子（種﨑敦美） | 「Palette（M@STER VERSION）」                                       | ゲーム『アイドルマスター シンデレラガールズ スターライトステージ』関連曲             |
| 5月22日  | プリンセスコネクト！Re:Dive PRICONNE CHARACTER SONG 21                                         | チエル（佐倉綾音）、クロエ（種﨑敦美）、ユニ（小原好美） | 「無敵ドリーミング」                                                | ゲーム『プリンセスコネクト！Re:Dive』挿入歌                                          |
| 5月22日  | プリンセスコネクト！Re:Dive PRICONNE CHARACTER SONG 21                                         | クロエ（種﨑敦美） | 「無敵ドリーミング」                                                | ゲーム『プリンセスコネクト！Re:Dive』挿入歌                                          |
| 7月13日  | So Please                                                                                      | おねがいシラサギ（種﨑敦美） | 「So Please」                                                       | テレビ朝日系『お願い！ランキング』2021年7月度オープニングテーマ                      |
| 11月24日 | 魔法科高校の優等生 BD・DVD第3巻特典CD                                                          | 一色愛梨（Lynn）、十七夜栞（種﨑敦美）、四十九院沓子（木戸衣吹） | 「Composition」                                                     | テレビアニメ『魔法科高校の優等生』関連曲                                             |
| 2022年   |                                                                                                | |                                                                     |                                                                                      |
| 8月3日   | THE IDOLM@STER CINDERELLA GIRLS STARLIGHT MASTER R/LOCK ON! 07 ストリート・ランウェイ          | 北条加蓮（渕上舞）、五十嵐響子（種﨑敦美）、高森藍子（金子有希） | 「ピンキージョーンズ」                                              | ゲーム『アイドルマスター シンデレラガールズ スターライトステージ』関連曲             |
| 8月31日  | Welcome to the PARADE! 〜GRANBLUE FANTASY〜                                                    | ビカラ（種﨑敦美） | 「Welcome to the PARADE!」                                          | ゲーム『グランブルーファンタジー』関連曲                                             |
| 12月14日 | THE IDOLM@STER CINDERELLA GIRLS STARLIGHT MASTER R/LOCK ON! 11 メモリーブロッサム              | 西園寺琴歌（安齋由香里）、白菊ほたる（天野聡美）、高森藍子（金子有希）、五十嵐響子（種﨑敦美）、水本ゆかり（藤田茜） | 「メモリーブロッサム（M@STER VERSION）」                            | ゲーム『アイドルマスター シンデレラガールズ スターライトステージ』関連曲             |
| 12月14日 | THE IDOLM@STER CINDERELLA GIRLS STARLIGHT MASTER R/LOCK ON! 11 メモリーブロッサム              | 五十嵐響子（種﨑敦美） | 「メモリーブロッサム（M@STER VERSION）」                            | ゲーム『アイドルマスター シンデレラガールズ スターライトステージ』関連曲             |
| 2023年   |                                                                                                | |                                                                     |                                                                                      |
| 2月11日  | THE IDOLM@STER M@STERS OF IDOL WORLD!!!!! 2023 明日きみにJewel                                 | 五十嵐響子（種﨑敦美） | 「明日また会えるよね」                                              | ゲーム『アイドルマスター シンデレラガールズ』関連曲                                  |
| 2024年   |                                                                                                | |                                                                     |                                                                                      |
| 5月29日  | プリンセスコネクト！Re:Dive PRICONNE CHARACTER SONG 39                                         | チエル（佐倉綾音）、クロエ（種﨑敦美）、ユニ（小原好美） | 「妄想サマーハレーション」                                          | ゲーム『プリンセスコネクト！Re:Dive』挿入歌                                          |
| 5月29日  | プリンセスコネクト！Re:Dive PRICONNE CHARACTER SONG 39                                         | クロエ（種﨑敦美） | 「妄想サマーハレーション」                                          | ゲーム『プリンセスコネクト！Re:Dive』関連曲                                          |
| 7月24日  | 『わんだふるぷりきゅあ!』ボーカルアルバム 〜We are わんだふる!!!!〜                            | 犬飼いろは（種崎敦美） | 「Chattin' Now!」                                                   | テレビアニメ『わんだふるぷりきゅあ!』関連曲                                          |
| 7月24日  | 『わんだふるぷりきゅあ!』ボーカルアルバム 〜We are わんだふる!!!!〜                            | 犬飼こむぎ（長縄まりあ）、犬飼いろは（種崎敦美）、猫屋敷ユキ（松田颯水）、猫屋敷まゆ（上田麗奈） | 「Hello・Bow・Mew 〜We are わんだふる!!!!〜」                       | テレビアニメ『わんだふるぷりきゅあ!』関連曲                                          |
| 8月21日  | しあわせえぼりゅ〜しょん♡ 〜こむぎ&いろはVer.〜 / しあわせえぼりゅ〜しょん♡ 〜ユキ&まゆVer.〜  | 吉武千颯 with わんだふるぷりきゅあ! | 「わんだふるぷりきゅあ！evolution!! with Wonderful Precure！ Ver.」 | テレビアニメ『わんだふるぷりきゅあ!』関連曲                                          |
| 11月20日 | TVアニメ『響け！ユーフォニアム３』キャラクターソングシングル Vol.3                             | 鎧塚みぞれ（種﨑敦美）、傘木希美（東山奈央） | 「Tenderly, two line」                                              | テレビアニメ『響け!ユーフォニアム3』関連曲                                           |

### その他参加作品
| 発売日       | 商品名                                        | 歌                             | 楽曲                   | 備考                              |
| ------------ | --------------------------------------------- | ------------------------------ | ---------------------- | --------------------------------- |
| 2018年8月1日 | CINDERELLA PARTY! でれぱ音頭 ＼ドンドンカッ／ | 原紗友里、青木瑠璃子、種﨑敦美 | 「ロックン・オムレツ」 | ラジオ『CINDERELLA PARTY!』関連曲 |